# Jean-Paul Tooh-Tooh
Jean-Paul Tooh-Tooh, né à Agoué au Bénin en 1982, est un poète, dramaturge nouvelliste et slameur béninois.

## Biographie
Jean-Paul Tooh-Tooh est né d'un père camerounais et d'une mère béninoise, et est titulaire d’une maîtrise en lettres modernes,.

## Œuvres
- L'Araignée désabusée: nouvelles, Éditions Awoudy, 2020 (ISBN 978-2-37316-246-2);
- Les Ombres tropicales, Éd. Édilivre Aparis, 2009 (ISBN 978-2-8121-2094-7).

## Prix et reconnaissances
Nommé au prix théâtre RFI successivement Morve vespérale en 2018, Palabres urbaines en 2020  puis en 2022 Bizarroïde. 
En 2020, il est lauréat  du grand prix littéraire du Bénin 2e édition avec son recueil de nouvelles L’Araignée désabusée aux côtés des autres lauréats dont Jérôme-Michel Tossavi et Gilles Gbéto.